# Champagne-Ardenne
La Champagne-Ardenne era una regione amministrativa francese. 
Dal 1º gennaio 2016 è stata unita all'Alsazia e alla Lorena per formare la nuova regione Grand Est.

## Geografia fisica
Era composta da 4 dipartimenti: Aube (10), Ardenne (08, Ardennes), Alta Marna (52, Haute-Marne) e Marna (51, Marne). Sono inclusi nella regione 15 arrondissement, 146 cantoni e 1.947 comuni.
Le città principali della regione, oltre al capoluogo Châlons-en-Champagne, sono Reims, Troyes e Charleville-Mézières.
Il territorio della regione confina con quello della Lorena a est, della Franca Contea a sud-est, della Borgogna a sud, dell'Île-de-France a sud-ovest e della Piccardia a ovest, oltre che con il Belgio a nord (Vallonia).

## Città principali
| Codice postale | Nome                 |
| -------------- | -------------------- |
| 51100          | Reims                |
| 10000          | Troyes               |
| 51000          | Châlons-en-Champagne |
| 08000          | Charleville-Mézières |

## Dipartimenti
| #  | Nome italiano | Nome francese | Capoluogo            | Superficie (km²) | Popolazione | Densità | Pop.capol. |
| -- | ------------- | ------------- | -------------------- | ---------------- | ----------- | ------- | ---------- |
| 10 | Aube          | Aube          | Troyes               | 6 004            | 302 267     | 50      | 61 544     |
| 08 | Ardenne       | Ardennes      | Charleville-Mézières | 5 229            | 283 159     | 54      | 50 876     |
| 52 | Alta Marna    | Haute-Marne   | Chaumont             | 6 211            | 185 244     | 30      | 24 039     |
| 51 | Marna         | Marne         | Châlons-en-Champagne | 8 162            | 565 547     | 69      | 46 138     |